# Vàm

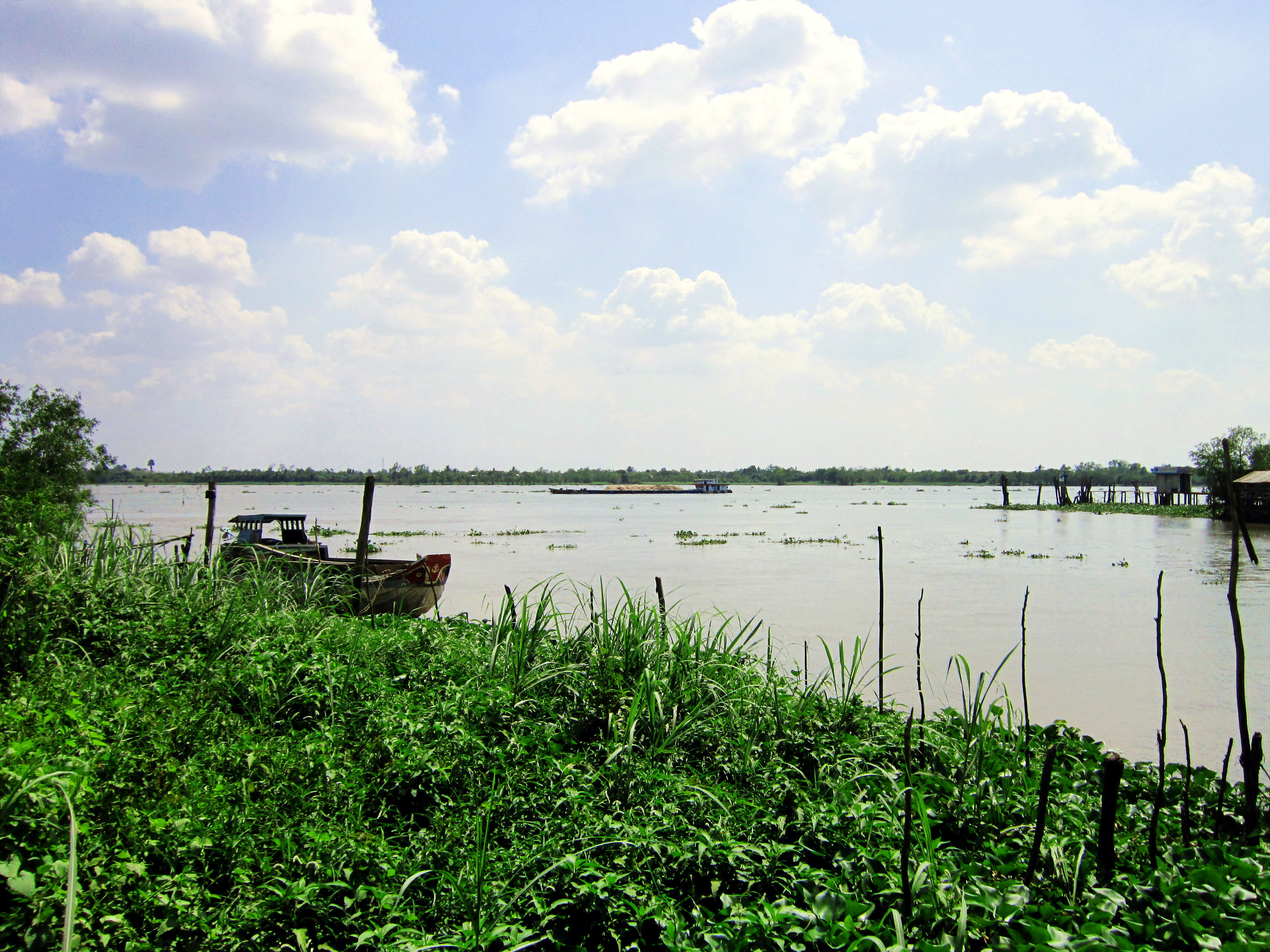
Vàm Trà Lọt, nơi con sông Trà Lọt đổ ra sông Tiền.

Vàm là vị trí ở ngã ba sông, nơi một con rạch đổ vào một con sông hay một con sông nhỏ đổ vào một con sông lớn. Vàm là từ thường sử dụng trong các địa danh Nam Bộ, có nguồn gốc từ piêm, păm, peam, piam trong tiếng Khmer.